# Isola di Mull
L'isola di Mull (in lingua inglese anche Isle of Mull, in gaelico scozzese: Muile pronunciata [mulə]) è la seconda isola più grande delle Ebridi interne, al largo della costa occidentale della Scozia, appartenente all'area amministrativa di Argyll e Bute.
Con una superficie di 875,35 chilometri quadrati Mull è la quarta isola scozzese per dimensione e la quarta più grande tra quelle che circondano la Gran Bretagna. Al censimento del 2001 la popolazione residente era di 2 667 abitanti. Gran parte della popolazione vive a Tobermory, l'unico burgh sull'isola fino al 1973, e capoluogo.
Il porticciolo di Fionnphort, posto all'estremità occidentale dell'isola, è la base di partenza di alcune piccole motonavi in direzione dell'isola di Staffa. La traversata dura circa 50 minuti, e sull'isola, disabitata, si possono ammirare le centinaia di colonne basaltiche che escono dai flutti del mare, e la famosa Grotta di Fingal, in cui entra il mare, tutta costruita dalla natura con colonne e "piastrelle" esagonali, color grigio scuro. Questa grotta ispirò, al ventenne musicista tedesco Felix Mendelssohn in visita a Staffa, una famosissima ouverture, con il titolo, appunto, "La Grotta di Fingal".